# Levensstandaard
De levensstandaard (ook wel het welvaartspeil genoemd) geeft het niveau van welvaart aan waarop een volk (of de mens in het algemeen) op economisch, sociaal en cultureel vlak leeft.
Om de hoogte van de levensstandaard te meten kunnen diverse indicatoren gebruikt worden, zowel economische als sociale, naargelang de methode. Gebruikte indicatoren zijn onder meer het gemiddeld inkomen of het bruto nationaal product. Het begrip levensstandaard verschilt van begrippen als leefbaarheid, waarin ook subjectieve factoren een rol spelen.
Volgens artikel 25 uit de Universele verklaring van de rechten van de mens heeft
Een ieder heeft recht op een levensstandaard, die hoog genoeg is voor de gezondheid en het welzijn van zichzelf en zijn gezin, waaronder inbegrepen voeding, kleding, huisvesting en geneeskundige verzorging en de noodzakelijke sociale diensten, alsmede het recht op voorziening in geval van werkloosheid, ziekte, invaliditeit, overlijden van de echtgenoot, ouderdom of een ander gemis aan bestaansmiddelen, ontstaan ten gevolge van omstandigheden onafhankelijk van zijn wil.